# Muscicapella hodgsoni
El papamoscas pigmeo (Muscicapella hodgsoni) es una especie de ave paseriforme de la familia Muscicapidae que habita en las montañas de Asia. Es la única especie del género Muscicapella.

## Distribución y hábitat
Su hábitat natural son los bosques de montaña tropicales y subtropicales.
Se extiende por las montañas del sur de Asia desde el Himalaya hasta Sumatra y Borneo. Distribuido por Nepal, Bután, el norte de la India, Birmania, suroeste de China, Tailandia, Malasia, Vietnam, Laos, Indonesia y Timor Oriental.